# Edema cerebrale
L'edema cerebrale consiste in una grave alterazione del sistema nervoso centrale dovuta all'eccessivo accumulo di fluidi intracellulari ed extracellulari a livello cerebrale. L'edema cerebrale è un'importante causa di ipertensione endocranica.

## Eziologia
L'edema può essere causato da molti fattori come trauma cranico, reazione allergica, ictus, arresto cardiaco, chetoacidosi diabetica, infiammazione cerebrale secondaria a meningiti ed encefaliti o tumori (in età pediatrica, caso frequente è il medulloblastoma).
L'edema è una delle cause di morte, sia umana sia animale in genere, che sopravviene in seguito a prolungato soggiorno in ambienti a elevata temperatura, come zone aride sia secche sia umide, deserti, ed all'interno delle automobili al sole così come nel mal di montagna.

## Fisiopatologia
Esistono cause diverse che possono portare ad edema cerebrale; la velocità con cui l'edema si forma è dipendente dalla causa che lo provoca. Le lesioni che alterano la continuità della barriera ematoencefalica sono tipiche dell'edema vasogenico e possono provocare un rapido rigonfiamento del tessuto cerebrale. Le lesioni del metabolismo della barriera emato-encefalica configurano un quadro di edema citotossico e sono in buona misura imputabili ad un alterato funzionamento delle pompe sodio-potassio in seguito al ridotto apporto di ossigeno e glucosio.

### Classificazione
L'edema cerebrale può essere classificato come vasogenico, citotossico o interstiziale.

#### Edema vasogenico
L'edema vasogenico è secondario alla rottura delle giunzioni occludenti endoteliali che costituiscono la barriera emato-encefalica. La rottura di queste giunzioni provoca lo stravaso delle proteine intracellulari e del plasma nello spazio extracellulare del parenchima cerebrale circostante. Questo tipo di edema è generalmente limitato alla sostanza bianca cerebrale. I meccanismi che contribuiscono alla disfunzione della barriera emato-encefalica possono essere di natura fisica, quali l'ipertensione arteriosa od i traumi, o di natura chimica; in particolare molecole vasoattive o distruttive nei confronti dell'endotelio prodotte ad esempio dai tumori.
Può essere diagnosticato con una TAC o una RMN cerebrale.

#### Edema citotossico
Nell'edema citotossico la barriera emato-encefalica è fisicamente integra ma non è altrettanto per quanto riguarda il metabolismo cellulare: la riduzione nell'apporto di ossigeno e glucosio porta all'inefficacia della pompa sodio-potassio con conseguente accumulo di acqua, sodio e calcio nel comparto intracellulare sia nella sostanza bianca che nella sostanza grigia. L'edema citotossico si verifica per una perfusione cerebrale inferiore a 12 mL/100g tessuto/min e generalmente precede l'edema vasogenico. Si ha formazione di edema citotossico in risposta ad ischemia, traumi o problemi metabolici endogeni od esogeni.

#### Edema interstiziale
L'edema interstiziale si forma in seguito allo spostamento di liquor negli spazi extracellulari periventricolari. L'edema interstiziale si forma per rottura dell'ependima in casi di idrocefalo ostruttivo e differisce dall'edema vasogenico per la pressoché assenza di proteine.

## Clinica
I sintomi di ipertensione endocranica secondaria ad edema cerebrale includono una triade classica con cefalea, vomito e papilledema cui si possono associare calo della vista, stato confusionale, disturbi di memoria e coma.
L'edema cerebrale, soprattutto se importante, può essere causa di ernie cerebrali come l'ernia delle tonsille cerebellari e l'ernia uncale che possiedono una manifestazione clinica tipica.

## Diagnosi
La diagnosi di edema cerebrale è radiodiagnostica dopo riscontro clinico di ipertensione endocranica. A livello radiografico la diagnosi è possibile con TC o RMN che documentano una possibile ipertensione endocranica con una riduzione della dimensione dei ventricoli cerebrali, del normale profilo dei solchi e degli spazi cisternali e la presenza di edema visibile come cambiamento del normale segnale del parenchima.

## Trattamento
La terapia medica consiste nella somministrazione parenterale di soluzioni ipertoniche (mannitolo, glicerolo) che agiscono richiamando acqua dal tessuto cerebrale verso il plasma riducendo il volume cerebrale; questi farmaci hanno effetti di breve durata. L'uso di corticosteroidi (es: desametasone) ha effetto positivo sull'edema associato a tumore o a trauma cranico. Nel caso l'edema fosse refrattario alle terapie mediche, in casi selezionati, è possibile intervenire chirurgicamente asportando parte della calotta cranica e consentendo al cervello di gonfiarsi scongiurando ulteriori danni di tipo compressivo. Essendo il cranio una struttura inestensibile, in accordo all'ipotesi di Monro-Kellie, l'edema può diventare sia la malattia che la causa: il rigonfiamento cerebrale avviene a scapito dell'apporto di sangue e conseguentemente a questo si ha la formazione di edema citotossico.